# Victor Mirkin
Pour les articles homonymes, voir Mirkin.
Victor Mirkin, né le 19 décembre 1909 à Ekaterinoslav et mort pour la France le 24 novembre 1944 à Grosmagny, est un avocat, militaire et résistant français, Compagnon de la Libération. 
Immigré juif de Russie, il fait des études de droit et exerce comme avocat à Paris et à Londres. Parti s'installer en Palestine, il se rallie à la France libre au début de la Seconde Guerre mondiale et combat en Afrique du Nord et en Italie. Participant à la libération de la France, il est tué au combat pendant la bataille des Vosges.

## Biographie

### Jeunesse et engagement
Vsictor Mirkin naît le 19 décembre 1909 à Ekaterinoslav, dans l'empire russe. En 1917, sa famille émigre en France pour fuir la révolution bolchévique. Élève du lycée Pasteur de Neuilly-sur-Seine et de la Sorbonne, il obtient une licence de droit puis, après son service militaire, exerce comme avocat au barreau de Paris. De confession juive, il participe dans les années 30 aux activités du Betar à Paris et en Lettonie, étant notamment l'adjoint de Jeremiah Halpern dans un cours d'instruction aux sports défensifs près de Riga. Installé ensuite en Angleterre, il passe les examens de droit britannique et s'inscrit au barreau de Londres. En 1937, il part vivre à Haïfa en Palestine. Directeur-adjoint de la Palestine Jewish Colonization Association, il est chargé de la gestion des colonies agricoles fondées par Edmond de Rothschild.

### Seconde Guerre mondiale
De nationalité française, Victor Mirkin est mobilisé avec le grade de lieutenant au début de la Seconde Guerre mondiale. Affecté à l'état-major des troupes du territoire de l'Euphrate en Syrie, il n'a pas l'occasion d'aller combattre en métropole et est démobilisé en juillet 1940. Il décide alors de se rallier à la France libre et retourne en Palestine où les premiers résistants français ont rejoint les troupes britanniques. 
Engagé dans les forces françaises libres en octobre 1940, il est affecté au 1er bataillon d'infanterie de marine avec lequel il prend part à la guerre du désert en Libye, où il participe à l’attaque de Bardia et de Tobrouk, et se bat à Bir-Hakeim,. 
Promu capitaine, il participe en juin 1941 à la campagne de Syrie au cours de laquelle il est blessé par un éclat d'obus. En janvier 1942, il est muté à l'état-major de la 2e brigade française libre avec laquelle il retourne en Libye en avril 1942. En octobre suivant, il participe à la seconde bataille d'El Alamein en Égypte puis à la campagne de Tunisie au début de l'année 1943. À cette occasion, il reçoit une citation à l'ordre de l'armée. En septembre 1943, il est affecté à l'état-major de la 1re division française libre (1re DFL) sous les ordres directs du général Brosset.
Chef du 3e bureau (conduite des opérations) de la 1re DFL, il participe à la campagne d'Italie à partir d'avril 1944 et n'hésite pas à accompagner des unités combattantes au cœur des combats. Débarqué en Provence en août 1944, il joue un rôle important dans la libération de Toulon. Le 23 août, il obtient la reddition de 800 allemands dans le quartier de Saint-Jean-du-Var. Plus tard, il parvient à duper le colonel allemand commandant l'arsenal de Toulon et obtient sa reddition en lui prétendant que le port est encerclé et va subir un tir d'artillerie. Promu chef de bataillon, il obtient des responsabilités plus importantes au sein de la 1re DFL en devenant chef d'état-major de la 4e brigade. Le 20 novembre 1944, pendant la bataille des Vosges, l'explosion d'une mine le blesse devant Ronchamp. L'après-midi même, il apprend la mort du général Brosset dans un accident de Jeep.
Le 24 novembre 1944 à Grosmagny, alors qu'il mène une compagnie à l'assaut, il meurt atteint d'une balle en pleine tête. Inhumé à la nécropole nationale de Rougemont, il repose à proximité de son chef Diego Brosset.

## Décorations
|  |  |  |  |  |  |
|  |  |  |  |  |  |
|  |  |  |  |  |  |

| Chevalier de la Légion d'honneur                 | Chevalier de la Légion d'honneur                 | Chevalier de la Légion d'honneur                 | Compagnon de la Libération À titre posthume, par décret du 7 juillet 1945 | Compagnon de la Libération À titre posthume, par décret du 7 juillet 1945 | Compagnon de la Libération À titre posthume, par décret du 7 juillet 1945 | Croix de guerre 1939-1945 Avec une palme                             | Croix de guerre 1939-1945 Avec une palme                             | Croix de guerre 1939-1945 Avec une palme                             |                         |                         |                         |
| Médaille de la Résistance française Avec rosette | Médaille de la Résistance française Avec rosette | Médaille de la Résistance française Avec rosette | Médaille coloniale Avec agrafe "Libye"                                    | Médaille coloniale Avec agrafe "Libye"                                    | Médaille coloniale Avec agrafe "Libye"                                    | Médaille commémorative des services volontaires dans la France libre | Médaille commémorative des services volontaires dans la France libre | Médaille commémorative des services volontaires dans la France libre |                         |                         |                         |
| Distinguished Service Cross (États-Unis)         | Distinguished Service Cross (États-Unis)         | Distinguished Service Cross (États-Unis)         | Distinguished Service Cross (États-Unis)                                  | Distinguished Service Cross (États-Unis)                                  | Distinguished Service Cross (États-Unis)                                  | Ordre du Mérite (Syrie)                                              | Ordre du Mérite (Syrie)                                              | Ordre du Mérite (Syrie)                                              | Ordre du Mérite (Syrie) | Ordre du Mérite (Syrie) | Ordre du Mérite (Syrie) |

## Hommages
- À Grosmagny, son nom est inscrit sur le monument aux Morts de la commune[7].
- À Pardes Hanna-Karkur, en Israël, une stèle a été érigée en son honneur dans un square qui porte également son nom.
- Une plaque commémorative lui est consacrée au musée du soldat juif de Yad LaShiryon, à Latroun.
- À Toulon, une plaque commémorative lui est dédiée[8].

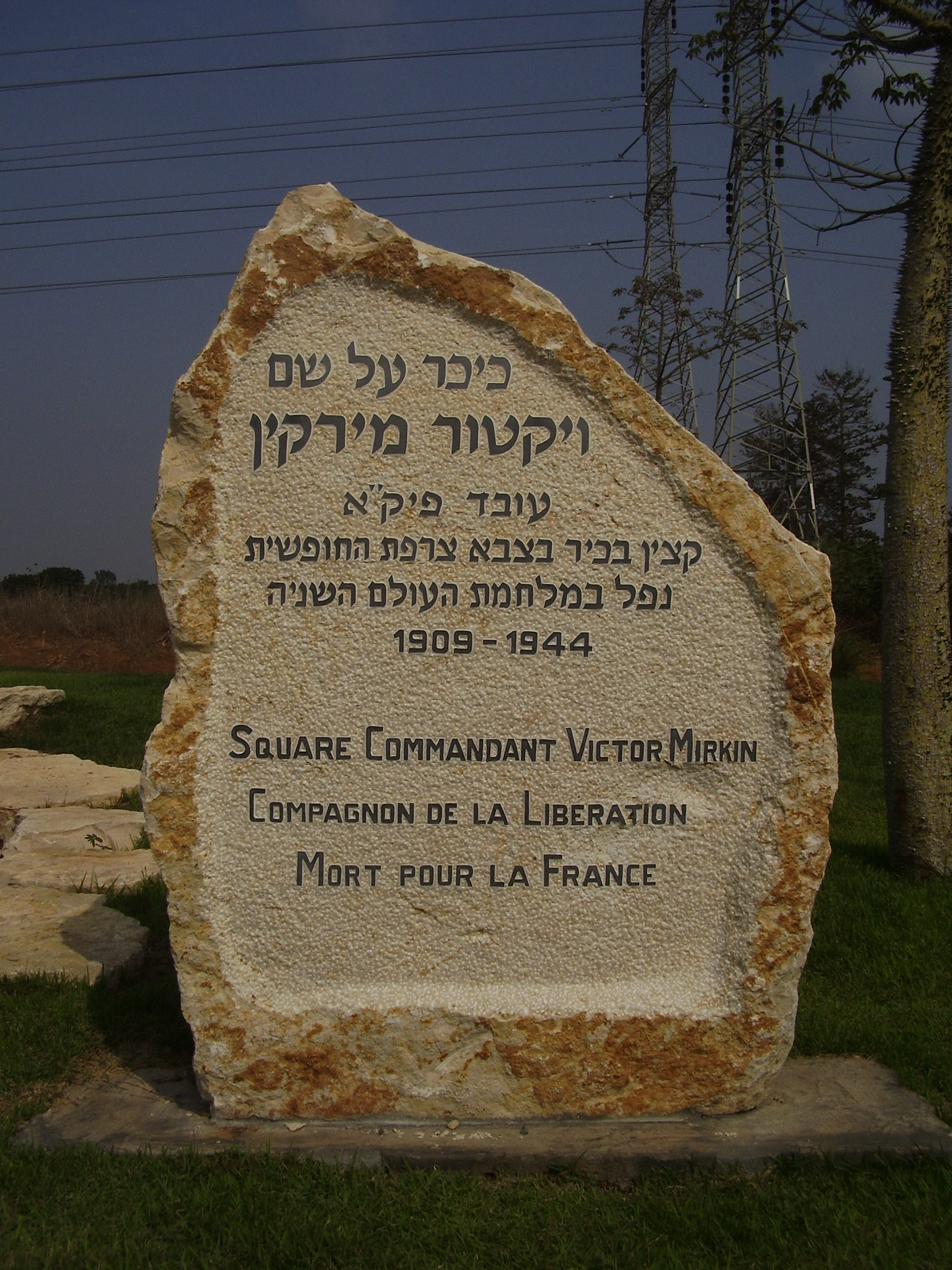
Stèle à Pardes Hanna-Karkur.
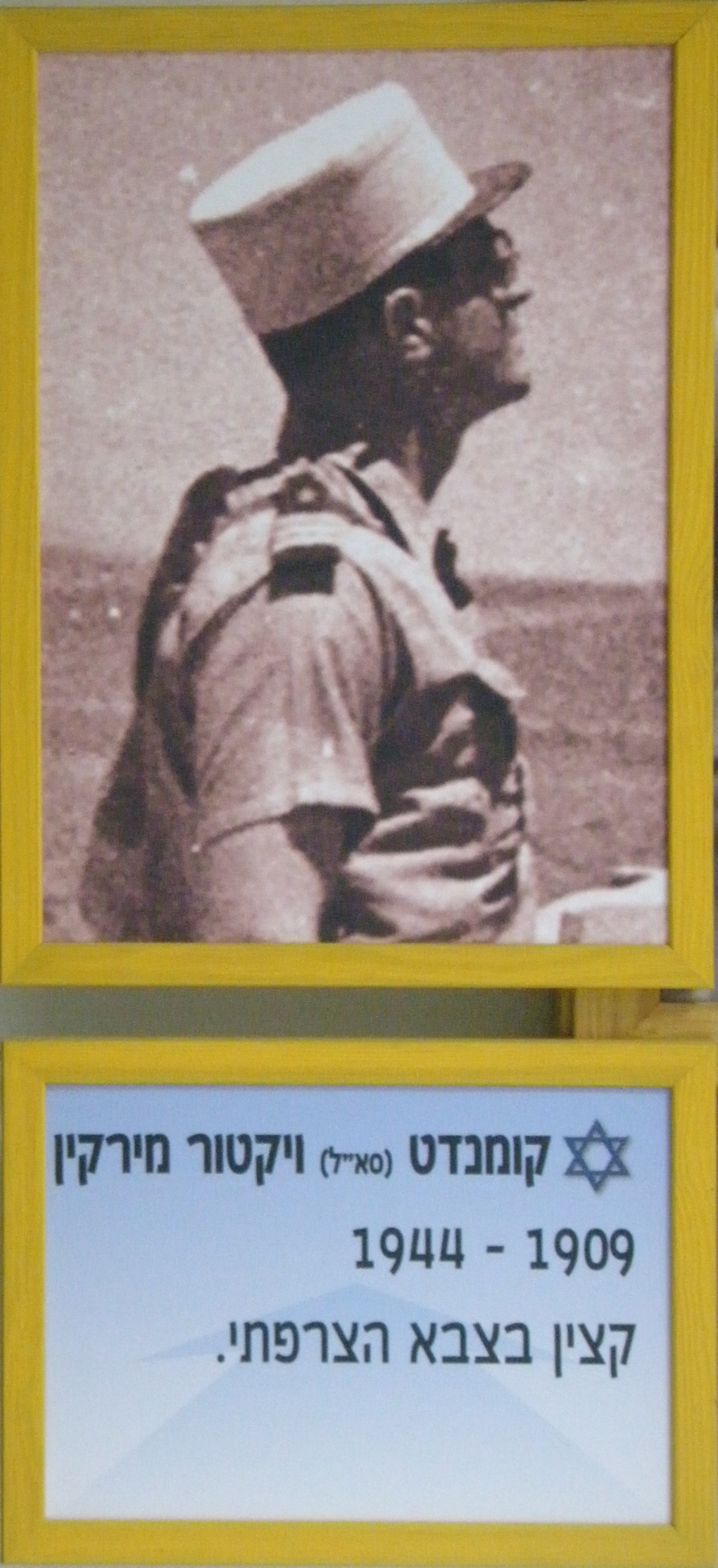
Plaque commémorative à Yad LaShiryon.
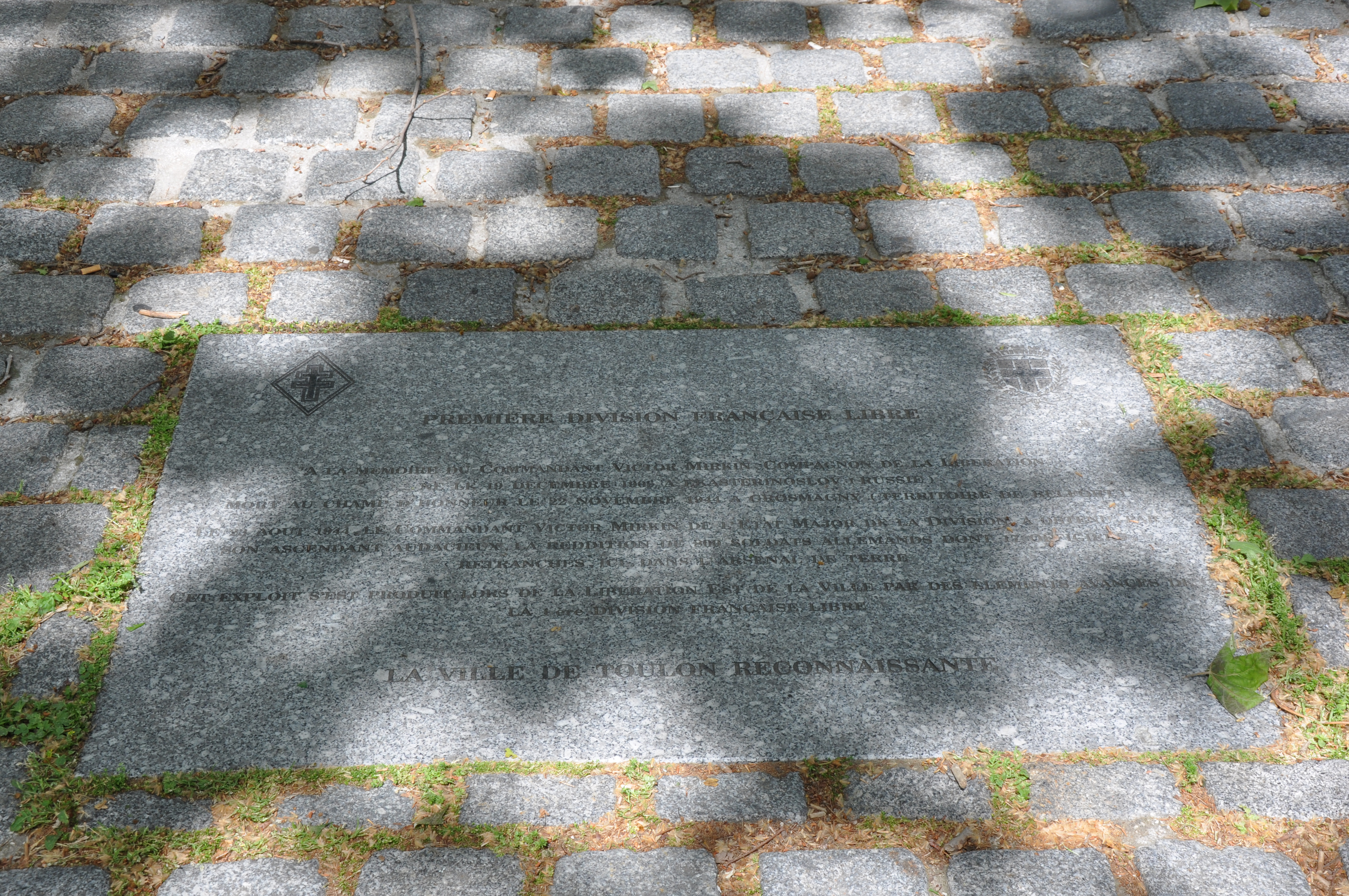
Plaque commémorative à Toulon.